# Manifesto: Warum ich niemals aufgebe
Mit Manifesto: Warum ich niemals aufgebe (engl. Original: Manifesto: On Never Giving Up) schreibt die britisch-nigerianische Autorin Bernardine Evaristo ihr erstes Sachbuch. Die Autobiografie erschien 2021 auf Englisch. Nach ihrem international erfolgreichen Roman Mädchen, Frau etc ist dies erst das zweite ihrer Bücher, das ins Deutsche übersetzt wurde.

## Form
Die Biografie ist in sieben Kapitel gegliedert und endet mit einer Conclusio. Jedes Kapitel ist unter mehreren Überpunkten zusammengefasst. Die thematische Aufteilung erfolgt in familiäre Ursprünge, Wohnsituationen in Evaristos Leben, Liebesbeziehungen, Theater und politische Aspekte, Schreibprozesse ihrer Werke, verschiedene Einflüsse, Aktivismus und das tatsächliche Manifesto als Abrundung.
Bei der Erzählung folgt Evaristo nicht chronologisch ihrem Leben, was dazu führt, dass einige Kapitel wieder in Erlebnisse ihrer Kindheit zurückgreifen, obwohl sie diese im ersten Kapitel schon erläutert hat. Die Titelseite eines jeden Kapitels beinhaltet zudem die Zahl auf Deutsch, Englisch, Altenglisch, Yoruba, Irisch und Portugiesisch.
In der Mitte des Buches befindet sich eine Fotosammlung, die aus 21 beschrifteten Fotografien besteht. Darunter sind Bilder von Bernardines Vorfahren väter- und mütterlicherseits, Kinder- und Familienfotos, Bernardine bei Theaterstücken, Bilder von Lebenspartnern und das Bild der Preisübergabe des Booker Prize.

## Inhalt
In der Einleitung des Buches erklärt sie ihre Intention hinter dem Buch. Nach dem Gewinnen des Booker Prize zeigt die breite Öffentlichkeit großes Interesse an Evaristos Leben. Sie macht es sich mit diesem Text zur Aufgabe, die oft gestellte Frage nach ihrem Erfolg zu beantworten. Sie erläutert Themen wie ihre Kreativität, Persönlichkeitsentwicklungen und Inspirationen anhand ihrer Lebensgeschichte.

### Kapitel 1: Herkunft, Kindheit, Familie, Ursprung
Bernardine Evaristo wird 1959 in London als viertes von acht Kindern geboren. Durch das Aufwachsen im überwiegend weißen Woolwich, im Süden von London, beschäftigt sich das junge Mädchen schon früh mit ihrer Herkunft als Kind eines schwarzen Nigerianers und einer weißen Engländerin. Laut ihren eigenen Beobachtungen sprechen Menschen in Nigeria ungern über Tote. Darum beschränkt sich ihr Wissen über die Verwandten väterlicherseits auf die verstorbenen Großeltern und die Geschwister ihres Vaters, über die sie kein detailreiches Wissen hat. Ihre Mutter ist als Einzelkind ihrer weißen mittelständischen Eltern eine Lehrerin geworden.
In den 1950er Jahren existieren noch keine Gesetze zum Verbot von Diskriminierung und Rassismus. Die Familie ist auch Opfer von rassistischen Attacken, wie mit Steinen eingeschlagene Fenster. Auch dies ist etwas, das Evaristos Kindheit stark geprägt hat. Sie berichtet von dem Gefühl, sich anders zu fühlen und wegen ihres Aussehens als fremd behandelt zu werden. Ein Teil von den Evaristo Kindern geht auf die katholische Grundschule der Nachbarschaft. Die enge Verbindung zur Kirche bricht später allerdings, als der Priester rassistische Tendenzen zeigt.
Das heimische Leben ist durch die gegensätzlichen Persönlichkeiten der Eltern geprägt: Evaristos Vater als lauterer Mensch, der jedoch seine Yoruba Kultur seinen Kindern ein wenig vorenthält, und ihre Mutter, die sie als liebevoll und kommunikativ beschreibt. Beide sind bemüht, die Kinder in England zu integrieren und vor den rassistischen Übergriffen zu beschützen. Die „Mischehe“ der Eltern ist ein wichtiger Punkt in ihrem Leben. Die Großeltern mütterlicherseits haben sich viel dagegen ausgesprochen.

### Kapitel 2: Häuser, Wohnungen, Zimmer, Zuhause
Die Familie Evaristo lebt in einem heruntergekommenen viktorianischen Haus. Aber Evaristo selbst beschreibt das Aufwachsen dort trotzdem als ein behütetes und mit Leben gefülltes. Nachdem sie sich ihre ganze Kindheit mehr oder weniger friedlich ein Zimmer mit einer Schwester geteilt hat, kann sie es kaum erwarten ihre eigenen vier Wände zu haben. Deshalb zieht sie mit 18 Jahren aus und mit ihrem damaligen Freund zusammen in eine kurzzeitige Wohnsituation. Sie kann sich dies selbst finanzieren, weil sie mit 13 schon begonnen hat kleinere bezahlte Arbeiten zu verrichten. Der für sie erinnerungswerteste Job hat im Theater stattgefunden, da dieser auch ihre Leidenschaft für Dramen und Schauspiel geweckt hat.
Evaristo erreicht ihr Ziel alleine zu wohnen, als sie in eine Kommunenwohnung zieht. Ihr fester Freund lebt neben ihr, doch die Beziehung zerbricht, als Evaristo, ohne es ihm mitzuteilen, beginnt Frauen zu daten. Sie zieht in ein neues Zimmer in einem anderen Haus. Während ihrer Zeit dort beginnt sie an der Schauspielschule Unterricht zu besuchen und Gedichte für sich selbst zu schreiben. Evaristo beschreibt ihr folgendes ständiges Wohnsitz- und Zimmerwechseln als sehr lehrreich und inspirierend. Im Rahmen ihrer häufigen Umzüge in ihren Zwanzigern durch sämtliche Distrikte Londons baut sie eine tiefe Verbindung zu dieser Stadt, die sie als Muse bezeichnet, auf. Erst in ihren Dreißigern fängt sie an, sich nach einem längerfristigen Domizil umzusehen. Allerdings schreibt sie auch, dass das Schreiben ihr ewiges Zimmer für sie allein geworden ist.

### Kapitel 3: Frauen und Männer, die kamen und gingen
Evaristo beschreibt ihr Liebesleben als etwas sehr Prägendes für ihr Schreiben. Mit ihrer ersten langfristigen Partnerin führt sie eine zweieinhalb Jahre dauernde Fernbeziehung, da „X“ in den Niederlanden wohnt. In den Zeiten, in denen sie getrennt sind, schreiben sie einander Briefe und Evaristo schreibt für das Theater. Nachdem die Distanz zu schwierig wird, trennen sich ihre Wege. Evaristo gerät nach nicht zu langer Zeit in eine neue Beziehung mit einer neuen Frau, die sie „die durchgeknallte Domina“ (DDD) nennt. Sie hört auf für das Theater zu schreiben und konzentriert sich vollkommen auf DDD, die doppelt so alt wie die 25-Jährige ist. Die Ältere zieht bei ihr ein und fängt an Evaristo zu unterdrücken. Während dieser Beziehung schreibt sie ihre Gedichte nur nachts mit Hilfe von Whisky, wenn ihre Partnerin bereits schläft. Die Themen der Lyrik wandern von den eigenen Gefühlen zu ihrer afrikanischen Geschichte und mehr. Sobald sie eine ausgewachsene Sammlung an Texten hat, muss sie sich gegen DDD durchsetzen, um diese zu veröffentlichen und sie beenden wenig später die auch gewalttätige Partnerschaft.
Schon in ihren letzten Teenager-Jahren beschäftigt sich Evaristo viel mit der Frage ihrer Sexualität. Die Außenseiterrolle ihrer Kindheit, der für sie entdeckte Feminismus sowie einige lesbische Bekanntschaften haben ihr geholfen, einen Zugang zu ihren Gefühlen für Frauen zu finden. Doch auf einigen Reisen mit DDD entdeckt sie auch ihre romantischen Gefühle Männern gegenüber wieder. Ein Seitensprung während eines Campingausfluges mit einem Mann bringt sie zu der Realisation, dass sie fort an nur noch mit Männern zusammen sein möchte. Ihre neue Erkenntnis der Heterosexualität bringt Evaristo über eine Dating-Website zu ihrem jetzigen Ehemann David. In dieser Ehe findet sie eine Freiheit, die sie davor in Beziehungen nicht kannte. Und diese Freiheit spürt sie in ihrem Schreiben und Leben als Autorin.

### Kapitel 4: Theater, Community, Performance, Politik
Evaristos Faszination mit Theater beginnt schon in ihrer Kindheit, als sie als einziges schwarzes Mädchen in den jährlichen Dramen des Jugendtheaters mitspielt. Ihre Leidenschaft für die Künste drückt sie als 16-Jährige am liebsten schon durch ihre Kleidung aus. Um ihren Plan der Schauspielkarriere umzusetzen, muss Evaristo viele Absagen von unterschiedlichsten Schulen verkraften, bevor sie vier positive Rückmeldungen von Colleges bekommt. Sie entscheidet sich für das Rose Bruford College mit einem Kurs für Theaterkünste. Evaristo schreibt aber auch, wie dankbar sie für alle Niederlagen und Zurückweisungen ist, weil diese sie zielstrebiger und ehrgeiziger gemacht haben.
Mit ihren schwarzen Freundinnen aus der Schauspielschule gründet sie nach dem Abschließen dieser das 'Theatre of Black Women'. Die jungen Frauen haben in ihrer dreijährigen Ausbildung bemerkt, wie wenig Stimmen von schwarzen Darstellerinnen in der Performanceszene gehört werden. Der Kern dieser Gruppe besteht rein aus Frauen, deren Ziel ist, People of Colour zu inkludieren. Unter dieser Bezeichnung werden Menschen mit asiatischer Herkunft oder dunklerer Hautfarbe zusammengefasst. Diesen Bevölkerungsgruppen wollen sie mehr Sichtbarkeit und eine wortwörtliche Bühne geben.

### Kapitel 5: Lyrik, Roman, Versroman, fusion fiction
In ihren Zwanzigern reist Evaristo viel über den afrikanischen Kontinent, der sie für ihr erstes Werk inspiriert. Selbst nachdem der Gedichtband Island of Abraham veröffentlicht wird, zögert sie lange sich selbst als Autorin zu bezeichnen. Es hat über zwölf Jahre gedauert, bis ein Verlag sich der Lyrik angenommen hat. Seitdem fühlt auch Evaristo sich nicht mehr so verbunden zu den Werken, weil sie von ihrer persönlichen Weiterentwicklung überzeugt ist. Stattdessen konzentriert sie sich bereits auf ihren ersten Roman Lara. Dieser soll autobiografisch werden. Mitten im Schreibprozess ändert Evaristo das Konzept zu einem Versroman, der in Gedichten die Geschichte erzählt. All dies zeigt ihr auch, wie viele Veränderungen teilweise beim Schreiben passieren können. Bis in die Gegenwart behält sie ihre Werke solange bei sich, bis diese ihren Ansprüchen genügen.
Interesse an historischen Themen, der schwarzen und multikulturellen Gesellschaft inspirieren alle Texte von Evaristo; so auch ihren nächsten Versroman The Emperor's Babe, der aus einer Gedichtsammlung heraus entsteht. Durch eine Autofahrt durch Europa wird ein weiterer Roman Soul Tourist inspiriert. Er durchläuft Überarbeitungen, bei denen Bernardine auch Verse einbaut. Ihrer eigenen Meinung nach ist das Werk sehr experimentell. Dadurch erklärt sie sich auch seinen geringen Erfolg.
Der reine Prosaroman „Blonde Roots“ und die Novelle „Hello Mum“ werden veröffentlicht, bevor Evaristo mit Mädchen, Frau etc. beginnt. Dieses Werk entwickelt sich von einem reinen Roman während des Schreibprozesses zu Evaristos selbst begründetem Begriff 'fusion fiction'. Darunter versteht sie poetische Strukturen, nicht-grammatikalische Zeichensetzung und Wechseln zwischen Innen- und Außenperspektive. Evaristo meint, sie hätte dieses Buch nie als junge Frau verfassen können, da ihr damals noch die Erfahrung von den unterschiedlichen Lebensabschnitten gefehlt habe, um diese realistisch zu Papier zu bekommen. Im Zusammenhang mit diesem Buch erwähnt sie auch noch Margaret Atwood, mit der sie gemeinsam den Booker Prize gewonnen hat, da dies für sie einen Meilenstein für die Literatur und Frauenbewegung darstellt. Übergreifend vergleicht Evaristo Bücher mit Kunstwerken, die viel Durchhaltevermögen benötigen. Und um als Autor oder Autorin kreativ zu bleiben, muss man sich weiterentwickeln und weiter wachsen.

### Kapitel 6: Einflüsse, Quellen, Sprache, Bildung
Evaristos erste Verbindung zum Schreiben ist das Lesen von Büchern in ihrer Kindheit gegen Langeweile. Ihr ist als junge Leserin schon aufgefallen, wie wenig sie sich selbst in Geschichten repräsentiert gefühlt hat. Sie geht weiter und vergleicht kirchliche Messen und die dort vorgelesenen Bibelstellen mit einer theatralen Aufführung. Dadurch macht sie die Kirche zu einem Einfluss, weil sie ihr die Grundlagen von Rollen in einer geschriebenen Geschichte vermittelt hat; wie Gott und den Teufel als Gut und Böse, sowie den Priester als Protagonisten. Auch das Lernen von Sprachen und sich mit diesen Auseinandersetzen gibt ihr das Selbstvertrauen für sprachliche Experimente in ihren eigenen Werken. Evaristo setzt sich auch mit einzelnen Autoren als Vorbilder auseinander. Diese findet sie mehr in afroamerikanischer Literatur. Doch setzt sie für sich das Ziel, nur zu schreiben wie sie selbst und nicht wie mögliche Idole. In ihren Vierzigern besucht sie noch einen Fortbildungskurs in Kreativem Schreiben, der sie schließlich auch zu einem Doktortitel in diesem Fach von Goldsmith, einer Universität in London, führt. In diesem Kurs schafft es Evaristo erstmals eine Einser-Schülerin zu werden. Damit beweist sie sich selbst, dass akademischer Erfolg als Kind in der Schule oder eben das Wegbleiben von jenem nicht ausschlaggebend für die Zukunft ist.

### Kapitel 7: Das Ich, Ehrgeiz, Wandlung, Aktivismus
Evaristo konzentriert sich auf die Kunst eines positiven Selbstgespräches. Manifestation funktioniert nur, wenn man selbst die Arbeit hineinsteckt. Auch beschäftigt sie sich viel mit Authentizität, ohne die sie ihre Leserschaft nicht gewonnen hätte. Obwohl sich schon viel geändert hat, beschreibt Evaristo die immer noch anhaltenden Schwierigkeiten für neue schwarze oder asiatische Autoren, im Verlagswesen Fuß zu fassen. Sie legt einen Fokus auf die Gespräche um solche Missstände. Allgemein ist ihr Aktivismus durch Diskussionen und Worte geprägt. Doch auch mittels Gründung ihres jährlich vergebenen 'Brunel International African Poetry Prize' im Jahr 2012 möchte sie nicht-weißen Schriftstellern eine Plattform bieten. Sie bemüht sich auch weiterhin künstlerische Projekte neben dem Theatre of Black Women zu organisieren, die soziale Veränderungen hervorrufen sollen. Durch ihr eigenes Schreiben versucht Evaristo die unterschiedlichsten Lebenserfahrungen in Worte zu fassen. Dabei ist nicht ihr Ziel, erneut und erneut Bücher über Facetten ihrer eigenen Person zu veröffentlichen. Diese Freiheit, immer wieder neues durch ihre Bücher zu erleben und erforschen, schätzt sie am meisten an ihrem Beruf.

### Schlussbemerkung und Evaristos Manifesto
In diesen letzten Seiten legt Evaristo noch einmal die Entfaltung ihres Lebens dar. Sie hat sich von einer von außen Rebellierenden zu einer von innen Diskutierenden entwickelt. Sie beschreibt sich selbst auch in erster Linie als Autorin, da sie dadurch sämtliche Aspekte ihres Lebens verarbeiten kann. Durch die von ihren Vorfahren geerbten Eigenschaften meint Evaristo auch, dass Aufgeben nie eine Option gewesen sei. Und mithilfe dieser Gedankengänge verfasst sie ihr persönliches Manifesto, das Gleichberechtigung, kreatives Arbeiten, Partnerschaften und persönlichen Erfolg anspricht. Sie schließt es ab, mit der Erinnerung, an die nächsten Generationen weiterzugeben und gleichzeitig die Ahnen nicht zu vergessen.

## Themen

### Feminismus und Sexualität
Evaristo beginnt im ersten Kapitel schon von dem Patriarchat zu sprechen. Dass diese von Männern dominierte Gesellschaft existiere, begründet sie mit Zahlen und Statistiken. Da in der Politik zum Beispiel mehr Männer sind, wird die Bevölkerung ungleich von den Geschlechtern geprägt. Sie bekundet dabei auch ihr Bedürfnis, dass sich diese Zahlen ändern.
Die ersten Kontakte zu Feministen hat Evaristo in ihrer Zeit in der Schauspielschule. Sie wird mit Stücken von jenen konfrontiert und lernt, sich mit der Thematik auseinanderzusetzen. Dabei entwickelt sie ihre ersten radikaleren Gedanken, die Frauen als etwas grundsätzlich Gutes darstellten. Die Männer jedoch verkörpern das Böse, da sie von einer patriarchalen Gesellschaft unterstützt werden. Eben diese Gedanken bringen Evaristo zu ihren Erkenntnissen ihrer sexuellen Orientierung. Diese betrachtet sie als etwas in Stein gemeißeltes. Auch aus Trotz der damaligen Gesellschaft gegenüber ist Bernardine fest von ihrer lesbischen Identität überzeugt, die sie offen und frei mit One-Night-Stands auslebt. In den 1980ern ist dies etwas nicht Selbstverständliches gewesen. Doch im Laufe ihrer Selbstentdeckung in ihren Zwanzigern realisiert Evaristo vieles, wie dass eben diese Einteilung in gut und böse weder für ihre Romanfiguren noch in der echten Welt funktioniert. Ihre Entwicklung einer heterosexuellen Frau, zu einer lesbischen und wieder zur Männerliebenden beschreibt sie auch ausführlich im Buch.
Es verändert sich auch Evaristos Weltsicht, da ihr Feminismus weit weniger radikal wird. Im Laufe der Jahre entwickelt sich für die Autorin erst ein tieferes Verständnis für Feminismus, da sie beginnt mehr zu schreiben und in Konversation zu bleiben.

### Rassismus und Aktivismus
Rassismus ist Evaristo schon als Kind als ein sehr präsentes Phänomen aufgefallen. Sie beschreibt den Hass, den sie als Kind gespürt hat und der dafür gesorgt hat, dass sie einen Fehler in sich gesucht hat, der diese Abneigung rechtfertigt. Ausschlaggebend dafür ist auch die Tatsache gewesen, dass sie mit ihren Geschwistern in einer sehr weißen Gegend aufgewachsen ist. Damit sticht Familie Evaristo sehr aus der Menge hervor. Doch sie erleben nicht nur rassistische Übergriffe durch die Nachbarschaft, sondern auch durch die eigene Verwandtschaft, da sogenannte Mischehen ein großes gesellschaftliches Tabu gewesen sind. Gerade mütterlicherseits hört das junge Mädchen schon die Bemerkungen über ihre Hautfarbe.
Evaristo führt ihr Bedürfnis, aktiv gegen politische Ungerechtigkeiten vorzugehen, auf ihre Familie zurück. Sie beschreibt, dass ihre Eltern in den 1970ern politisch aktiv werden und ihr damit als Vorbilder gedient haben. Besonders in Kapitel sieben beschäftigt sich die Autorin mit dem Thema Aktivismus. Dieser zeigt sich einmal im Gründen des Theatre of Black Women und vielen weiteren Projekten, die People of Colour fördern sollen. Auch die Black Lives Matter Proteste spricht Evaristo an. Diese lenken ihrer Meinung nach die Aufmerksamkeit auf strukturellen Rassismus, der dadurch ernster genommen werde. Neben all diesen Aspekten ist der Fokus der Autorin bei ihrem Auseinandersetzen mit Rassismus auf ihrem Schreiben. Die zahlreichen schwarzen Persönlichkeiten in ihren Büchern sollen weiterhin Gespräche auslösen und diese gesellschaftliche Diskussion ankurbeln.

### Manifestation und eine positive Lebenseinstellung
Im Fokus der ganzen Biografie steht das Konzept des „Niemals Aufgebens“. Dieses hat Bernardine Evaristo schon sehr früh für sich verinnerlicht. Sie behält ihre Träume für sich, um diese vor negativen Kommentaren von anderen zu schützen. Bei ihrem Buch Lara schreibt sie zum ersten Mal das Ziel, den Booker Prize zu gewinnen, auf. Jedes neu angefangene Buch bekommt von der Autorin die Affirmation, dass es großartig werden wird. Und diese positiven Affirmationen legen für sie das Fundament, durch das ihr ihre Bücher gelingen können. Sie schließt Scheitern aus, indem sie nicht damit rechnet.
Sie beschreibt ihr positives Denken als Wurzel für ihren Erfolg, denn es ist die Grundlage, mit der sie nie aufgegeben hat. Ihr ist jedoch auch bewusst, dass dies nicht jeden Selbstzweifel annullieren wird und man mit diesen auch leben kann. Sie vergleicht das Leben mit einer Treppe, auf der man durch Erfolg und Scheitern immer eine Stufe nach oben weiterschreitet. Der Weg führt für sie nur nach oben. Durch diese Ansätze verdient sie sich einmal den „Positivitätspropagandistin“-Spitznamen, den sie auch im Buch erwähnt.

## Entstehungsgeschichte
Die zahlreichen Interviews nach Gewinnen des Booker Prize zeigen Bernardine Evaristo, wie viel Interesse der Öffentlichkeit an ihrem Leben besteht. Obwohl sie nie geplant hatte, eine eigene Biografie zu verfassen, beginnt sie mit eben dieser. Mit der Idee des Verfassens ihrer eigenen Memoiren als Sachbuch schafft sie beabsichtigt einen großen Kontrast zu ihrem letzten Werk, dem fiktiven Roman Mädchen, Frau etc. Damit will sie direkte Vergleiche zu dem von Kritikern gelobten Buch vermeiden.
Beim Schreiben konzentriert sie sich auf einen positiven Blickwinkel. Die Autorin möchte das Beste aus sämtlichen Erlebnissen sowie Beziehungen ziehen. Einen besonderen Fokus legt sie auf die Kreativität und wie das Leben und diese sich gegenseitig beeinflusst haben. Diesen Prozess beschreibt sie als „therapeutisch“.
Während des Formulierens aller Kapitel ist Evaristo auch das Motiv des „Niemals Aufgebens“ in ihrem Leben bewusster geworden. Sie hat versucht ihren Weg zu der Person zu beschreiben, zu der sie geworden ist, und dies ist ihr nach eigenen Angaben auch gelungen.

## Rezeption

### Übersetzungen
Das Buch erschien am 7. Oktober 2021 in Groß Britannien beim Verlag Hamish Hamilton, der zur Gruppe der Penguin Books UK gehört. Die deutsche Übersetzung folgte 2022 beim Tropenverlag und ist eine der bisher sechs Übersetzungen in andere Sprachen.

### Rezeption
Nach dem Erfolg von Mädchen, Frau etc. hat auch diese Autobiografie bei Kritikern und Kritikerinnen reichlich Anerkennung erlangt.
Die FAZ Journalistin Anna Vollmer kritisiert an Manifesto, dass eine erfolgreiche und preisgekrönte Autorin wie Bernardine Evaristo leicht anderen Leuten raten könne, nie aufzugeben. Jedoch wird der allgegenwärtige Optimismus gelobt, der sich auch auf das eigene Privatleben beziehe. Dies wird gerade in Situationen deutlich, in denen Evaristo nachsichtig mit ihren Mitmenschen umgeht, die ihr Unrecht getan haben. Sie hebt auch die gelungene Darstellung der Außenseiterrolle einer schwarzen Frau hervor, welche ebenfalls in einer Rezension der zeit-online positiv zur Sprache kommt.
Eine Kritik von Deutschlandfunk Kultur vergleicht das Buch mit einem „Rückblick, der von seiner Eigenironie lebt, von seiner Selbstreflexion“. Damit wird auch indirekt wieder der Optimismus des Werkes zum Thema. Die Kritikerin Jackie Thomae erwähnt ebenso die warmherzige Betrachtung der wegbegleitenden Figuren, die diese lebendig auf die Leserschaft wirken lasse.